# Mika Lehtinen
Mika Lehtinen (* 23. Mai 1975 in Turku) ist ein ehemaliger finnischer Eishockeyspieler.

## Karriere
Mika Lehtinen begann seine Karriere als Eishockeyspieler in seiner Heimatstadt in der Nachwuchsabteilung von TPS Turku, für dessen Profimannschaft er in der Saison 1993/94 sein Debüt in der SM-liiga gab, wobei er in zwei Spielen ein Tor vorbereitete. In der folgenden Spielzeit wurde der Verteidiger erstmals Finnischer Meister mit TPS. Parallel spielte er ebenso wie im Jahr darauf als Leihspieler für Kiekko-67 in der I divisioona, der zweiten finnischen Spielklasse. 1996 und 1997 wurde er in Finnland jeweils Vizemeister mit TPS, während er mit seiner Mannschaft auf europäischer Ebene in der Saison 1996/97 die erste Ausgabe der European Hockey League gewann. In den Spielzeiten 1998/99, 1999/2000 und 2000/01 gewann er weitere drei Mal in Folge den finnischen Meistertitel mit TPS Turku.
Von 2002 bis 2004 stand Lehtinen für MODO Hockey in der schwedischen Elitserien auf dem Eis. Anschließend verbrachte er eine Spielzeit in der SM-liiga bei den Espoo Blues, ehe er von 2005 bis 2007 zu seinem Heimatverein TPS Turku zurückkehrte. Nachdem er dort seinen Stammplatz verloren hatte, schloss er sich zur Saison 2007/08 dem HC Milano Vipers aus der italienischen Serie A1 an. Nachdem der Klub aufgelöst worden war, wechselte er innerhalb der höchsten italienischen Spielklasse zu Asiago Hockey. Mit seinem neuen Verein wurde er in der Saison 2009/10 Italienischer Meister. In der Saison 2010/11 spielte der Finne für Asiagos Ligarivalen HC Bozen. Seine aktive Karriere ließ er von 2011 bis 2012 beim österreichischen Zweitligisten VEU Feldkirch ausklingen.

## Erfolge und Auszeichnungen
| - 1995 Finnischer Meister mit TPS Turku - 1996 Finnischer Vizemeister mit TPS Turku - 1997 Finnischer Vizemeister mit TPS Turku - 1997 European-Hockey-League-Gewinn mit TPS Turku - 1999 Finnischer Meister mit TPS Turku | - 2000 SM-liiga Spieler des Monats März - 2000 Finnischer Meister mit TPS Turku - 2001 Finnischer Meister mit TPS Turku - 2010 Italienischer Meister mit Asiago Hockey |